# Maribelle
Maribelle, nacida Marie Kwakman (Volendam, 4 de abril de 1960) es una cantante holandesa, conocida por su participación en el Festival de la Canción de Eurovisión 1984.  
En 1981, Maribelle interpretó dos canciones, "Marionette" y "Fantasie", en la preselección holandesa para elegir reperesentante en el Festival de Eurovisión, con las que finalizó segunda y tercera, por detrás de Linda Williams. Tuvo más suerte en 1984, cuando sus dos canciones acabaron primera y segunda, con "Ik hou van jou" ("Te quiero") que superó a su otra canción "Vanavond", por lo que participó en el Festival de la Canción de Eurovisión 1984, celebrado en Luxemburgo el 5 de mayo. Antes del concurso, "Ik hou van jou" era una de las favoritas por lo que al acabar en la 13.ª posición de 18 países fue muy decepcionante. Aunque la actuación de Maribelle fue correcta, fue criticada posteriormente por el vestuario elegido. A pesar del pobre resultado en Eurovisión, "Ik hou van jou" se ha convertido en una canción popular en el mercado de lengua neerlandés, habiendo sido versionada con éxito por Gordon Heuckeroth, Dana Winner y Roxeanne Hazes.
Maribelle continúa grabando, y ha colocado muchos sencillos en las listas de éxito neerlandesas, en octubre de 2009 colocó en el top 40 el tema "Ik geef me over".